# 나정옥
라정옥(羅貞玉(본명: 라정숙(羅貞淑)), 1920년 4월 29일 ~ 1988년 8월 16일)은 대한민국의 배우이다.

## 생애
일제강점기 경성부에서 출생하여 지난날 한때 일제강점기 전라남도 나주 지역에서 잠시 유아기를 보낸 적이 있는 그녀는 경성여자고등상업학교 중퇴 후 1934년(15세 때) 연극배우 첫 데뷔하였다. 데뷔 시절부터 소극단 단원 출신이었지만 데뷔 4년차 시절이던 1938년(19세 무렵)에는 동양극장(東洋劇場) 무대에도 설 정도로 성장을 하였으며, 만주국 지린 성 퉁화 등으로 순회 공연을 다니기도 하였다. 일제 강점기 조선국 시대 최후기이던 1945년 6월에 드디어 결혼하였으며 두 달이 지나자 8·15(광복)를 목도하였고 1948년 영화배우로도 데뷔하였으며 결혼 생활로 인하여 한동안 활동을 접었다가 1959년을 기점으로써 영화배우 활동을 재개하였다. 그 후 1980년대 후반까지도 끊이지 않고 명품 조연, 그리고 명품 단역으로 배우 생활을 이어갔다. 그 이외에도 KBS 한국방송공사, TBC 동양방송, MBC 문화방송 등을 비롯한 소위 방송 3사 TV 드라마 작품에서도 인상적인 연기를 펼쳤다. 그러던 중 1988년 8월 16일을 기하여 향년 69세로 별세(병사)하였다.

## 학력
- 경성효창소학교 졸업
- 경성여자고등상업학교 중퇴

## 출연작

### 영화
- 1948년 《검사와 여선생》
- 1959년 《사랑의 십자가》
- 1960년 《박서방》
- 1961년 《마부》
- 1985년 《뽕》
- 1987년 《아다다》
- 1988년 《업》

### 드라마
- 1967년 KBS 대하드라마 《수양대군》
- 1974년 TBC 대하드라마 《북간도》
- 1980년 MBC 농촌드라마 《전원일기》 ... 각종 단역
- 1980년 KBS 주간드라마 《TV 문학관》
- 1983년 MBC 주간드라마 《베스트 셀러 극장》

## 제작 작품

### 영화 소품 감독
- 1975년 영화 《삼포 가는 길》